# Sucha Przełęcz Jaworowa
Sucha Przełęcz Jaworowa (słow. Sedlo pod Košiarom) – bezleśna przełęcz położona na wysokości 1356 m n.p.m. w bocznej grani Tatr Wysokich, odchodzącej od Szerokiej Jaworzyńskiej na północny wschód, w słowackich Tatrach Wysokich. Znajduje się pomiędzy Murowanym Koszarem a Suchym Wierchem Jaworowym. Przełęcz stanowi dogodne połączenie między Doliną Jaworową a górną częścią Doliny Białki.
Sucha Przełęcz Jaworowa była od dawna znana myśliwym z Podhala i Spisza, dla których okolica stanowiła dogodne tereny łowieckie.

## Bibliografia

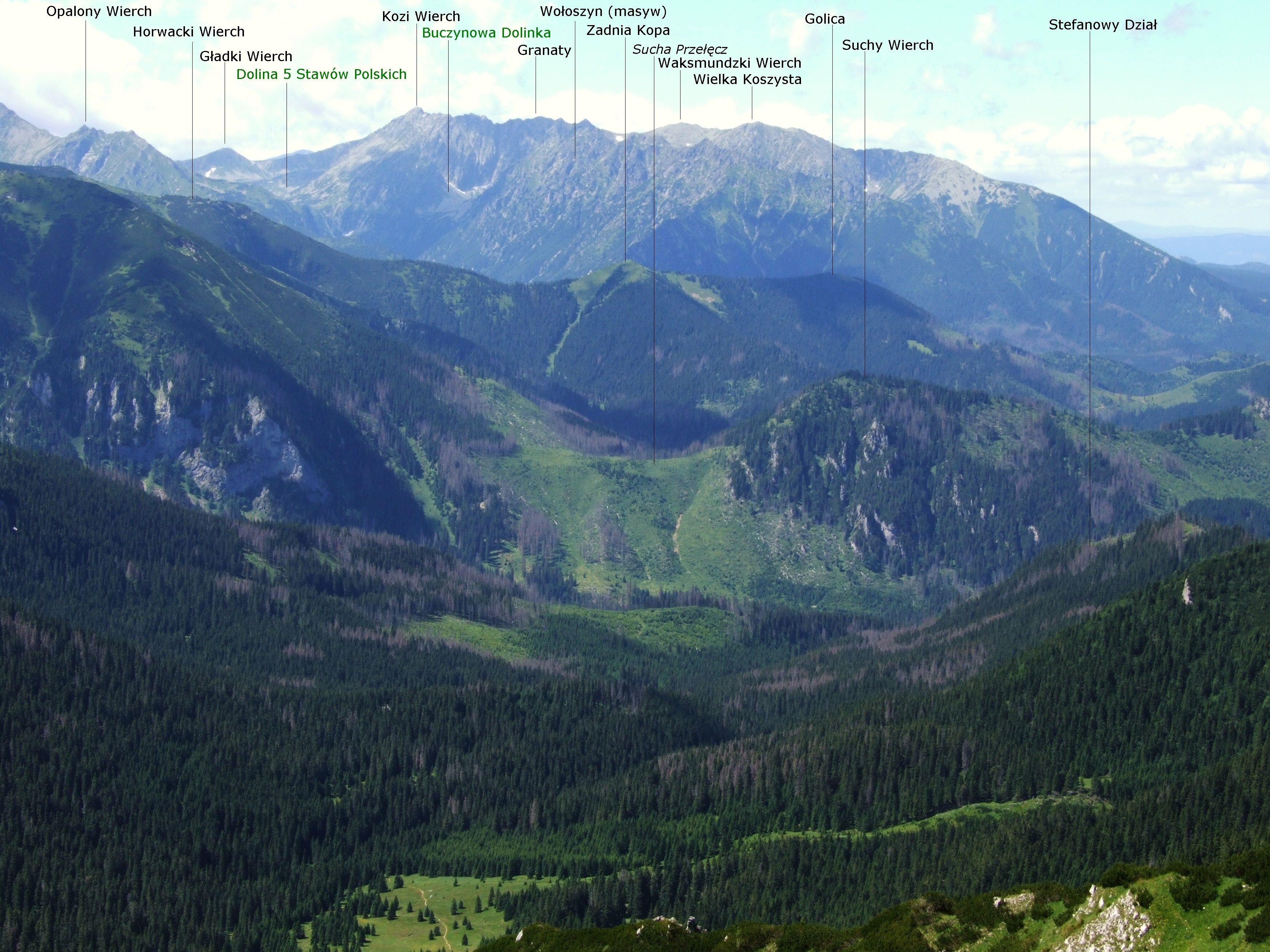
Sucha Przełęcz na tle Tatr Wysokich